# Pretzel Logic
Pretzel Logic es el tercer álbum de estudio de la banda de rock estadounidense Steely Dan, lanzado el 20 de febrero de 1974 por ABC Records. Fue escrito por los miembros principales de la banda, Walter Becker y Donald Fagen, y grabado en The Village Recorder en el oeste de Los Ángeles con el productor Gary Katz. Fue el álbum final que presentó la formación completa del quinteto de Becker, Fagen, Denny Dias, Jim Hodder y Jeff "Skunk" Baxter (quien dejó la banda para unirse a los Doobie Brothers) y también contó con contribuciones significativas de muchos destacados músicos y estudios con sede en Los Ángeles, y el álbum en ser lanzado mientras Steely Dan todavía era una banda de gira activa. Fue un éxito comercial y de crítica. Su exitoso sencillo "Rikki Don't Lose That Number" ayudó a restaurar la presencia de Steely Dan en la radio después de la decepción de su álbum de 1973 Countdown to Ecstasy. Pretzel Logic fue reeditado en CD en 1987 y remasterizado en 1999 con elogios retrospectivos de la crítica.

## Grabación y producción
Pretzel Logic se grabó en The Village Recorder en el oeste de Los Ángeles. Fue producido por Gary Katz y escrito principalmente por Walter Becker y el líder de la banda Donald Fagen, quien también cantó y tocó el teclado. El álbum marcó el comienzo de los roles de Becker y Fagen como miembros principales de Steely Dan. Reclutaron a destacados músicos de estudio con sede en Los Ángeles para grabar Pretzel Logic, pero los usaron solo para sobregrabaciones ocasionales, excepto para la batería, donde el baterista fundador Jim Hodder se redujo a cantar de respaldo, reemplazado por Jim Gordon y Jeff Porcaro en el kit de batería para todas las canciones del álbum. Jeff "Skunk" Baxter de Steely Dan tocaba la guitarra pedal steel y la batería de mano.  La foto de portada que muestra a un vendedor de pretzels de Nueva York fue tomada por Raeanne Rubenstein, una fotógrafa de músicos y celebridades de Hollywood. Tomó la foto en el lado oeste de la Quinta Avenida y la Calle 79, justo encima de la Transversal de la Calle 79 (la calle que atraviesa Central Park), en la entrada del parque llamada "Miner's Gate".

## Música y letras
Pretzel Logic tiene canciones más cortas y menos improvisaciones instrumentales que el álbum Countdown to Ecstasy de 1973 del grupo. Steely Dan lo consideró el intento de la banda de completar declaraciones musicales dentro del formato de canción pop de tres minutos. La música del álbum se caracteriza por armonías, contramelodías y frases bop. También se basa a menudo en influencias pop directas. La línea de piano sincopada que abre "Rikki Don't Lose That Number" se convierte en una melodía pop, y la canción principal pasa de una canción de blues a un coro de jazz. Steely Dan a menudo incorporó jazz en su música durante la década de 1970. "Rikki Don't Lose That Number" se apropia del patrón de bajo de la canción "Song for My Father" de Horace Silver de 1965, mientras que "Parker's Band" presenta riffs influenciados por Charlie Parker y una letra que invita a los oyentes a "tomar un trozo de la banda del Sr. Parker". La forma de tocar la guitarra de Baxter se basó en influencias del jazz y el rock and roll. En "East St. Louis Toodle-oo", de Duke Ellington, imita un solo de trombón sordo de ragtime. Ciertas canciones incorporan instrumentación adicional, que incluye percusión exótica, secciones de violín, campanas y trompetas. El crítico musical Robert Christgau escribió que los solos son "funcionales más que personales o expresivos, encerrados en el funcionamiento de la música". El tema "Charlie Freak" cuenta la historia de un drogadicto vagabundo que vende su única posesión, un anillo de oro, al narrador, para comprar la dosis final que acabará matándolo.

## Marketingy ventas
Pretzel Logic fue lanzado por ABC Records el 20 de febrero de 1974, y tuvo grandes ventas. Se ubicó en el número ocho en el Billboard 200 y se convirtió en el tercer álbum con certificación de oro de Steely Dan. Después de la decepcionante acogida de Countdown to Ecstasy, el álbum restauró la presencia del grupo en la radio con el sencillo "Rikki Don't Lose That Number", que se convirtió en el mayor éxito pop de su carrera y alcanzó el puesto número cuatro en el Billboard Hot 100. El 7 de septiembre de 1993, Pretzel Logic fue certificado platino por la Recording Industry Association of America (RIAA), habiendo vendido un millón de copias en los Estados Unidos.

## Recepción crítica
Pretzel Logic fue muy elogiado por los críticos contemporáneos. Bud Scoppa, de la revista Rolling Stone, consideró que el "sonido de conjunto maravillosamente fluido" del álbum no tiene precedentes en la música popular y dijo que las letras ambiguas "crean una atmósfera cargada de emociones, y las mejores son bastante conmovedoras. No hay mejores grupos de grabación de rock en Estados Unidos, y muy pocos en todo el mundo". Christgau encontró el disco innovador, y escribió en Creem: "La música puede llamarse jazz sin implicar un insulto, y Donald Fagen y Walter Becker son la respuesta del mundo real a Robert Hunter y Jerry García". En una crítica mixta, Noel Coppage, de Stereo Review, quedó impresionado por la música, pero dijo que "la letra me desconcierta; tal vez ellos saben de lo que están hablando, pero yo no puedo seguirles la pista." A finales de 1974, Pretzel Logic fue nombrado álbum del año por la revista NME, y también fue votado como el segundo mejor disco de 1974 en Pazz & Jop, una encuesta anual de destacados críticos publicada por The Village Voice. Christgau, el creador de la encuesta, la colocó en el puesto número uno de su propia lista. Más tarde escribió que el álbum encapsuló la "perversidad masticable de Steely Dan tan acertadamente como su título", con la voz de Fagen que "parece el medio dorado del canto de conjunto pop, despojado de histrionismo y demostraciones de técnica, casi ... sincero, modesto". En The All-Music Guide to Rock (1995), Rick Clark le dio cinco estrellas y dijo que, con el álbum, Steely Dan "sintetizó con gran éxito su amor por el jazz en su denso sonido pop/rock". Stephen de Allmusic Thomas Erlewine lo llamó su "álbum más rico" y escribió que la composición de canciones de Becker y Fagen se había vuelto "perfecta sin dejar de ser idiosincrásica y emocionantemente accesible en músicos que pudieran realizar sus composiciones cada vez más complejas". Rob Sheffield, escribiendo en The Rolling Stone Album Guide (2004), dijo que "la composición de canciones de Steely Dan y el canto de Fagen estaban en su punto máximo de poder fluido: todo el álbum es impecable". Pretzel Logic ha aparecido en muchas listas profesionales de los mejores álbumes. En 1994, ocupó el puesto 67 en el Top 1000 de álbumes de todos los tiempos por el escritor Colin Larkin, quien sintió que la mezcla de estilos de jazz, R&B y pop del álbum era "muy inventiva" y "más grande que la suma de sus partes" (en la siguiente edición del ranking en el año 2000, cayó al puesto 292). En 2003, Rolling Stone clasificó a Pretzel Logic en el puesto 385 de su lista de los 500 mejores álbumes de todos los tiempos, y en el puesto 386 en 2012. Según tales clasificaciones, el sitio web agregado Acclaimed Music enumera a Pretzel Logic como el 403º álbum más aclamado de la historia, así como el 114.º de la década de 1970 y el séptimo de 1974.

## Lista de canciones
Todas compuestas por Walter Becker y Donald Fagen, excepto donde aparece.
| Side one |                                                           |          |  |
| N.º      | Título                                                    | Duración |  |
| 1.       | «Rikki Don't Lose That Number»                            | 4:32     |  |
| 2.       | «Night by Night»                                          | 3:40     |  |
| 3.       | «Any Major Dude Will Tell You»                            | 3:05     |  |
| 4.       | «Barrytown»                                               | 3:17     |  |
| 5.       | «East St. Louis Toodle-Oo (Duke Ellington, Bubber Miley)» | 2:45     |  |

| Side two |                       |          |  |
| N.º      | Título                | Duración |  |
| 1.       | «Parker's Band»       | 2:36     |  |
| 2.       | «Through with Buzz»   | 1:30     |  |
| 3.       | «Pretzel Logic»       | 4:32     |  |
| 4.       | «With a Gun»          | 2:15     |  |
| 5.       | «Charlie Freak»       | 2:41     |  |
| 6.       | «Monkey in Your Soul» | 2:31     |  |

## Miembros de la banda

### Steely Dan
- Donald Fagen – teclados, saxofón, voz principal, coros
- Walter Becker – bajo, guitarra, coros
- Jeff Baxter – lead guitar (wah-wah en "East St. Louis Toodle-Oo"), guitarra de acero con pedal
- Denny Dias – guitarra
- Jim Hodder – coros on "Parker's Band"

### Músicos adicionales
- Michael Omartian – piano, teclados
- David Paich – piano, teclados
- Ben Benay – guitarra
- Dean Parks – guitarra, banyo
- Plas Johnson – saxofón
- Jerome Richardson – saxofón
- Ernie Watts – saxofón
- Ollie Mitchell – trompeta
- Lew McCreary – trombón
- Timothy B. Schmit – coros en "Rikki Don't Lose That Number", "Barrytown" y "Pretzel Logic"
- Wilton Felder – bajo
- Chuck Rainey – bajo
- Jim Gordon – batería en todas las pistas excepto en "Night by Night"
- Jeff Porcaro – batería en "Night by Night", batería adicional en "Parker's Band"[24]
- Victor Feldman – percusión
- Roger Nichols – gong en "East St. Louis Toodle-Oo"

### Producción
- Productor: Gary Katz
- Ingeniero de audio: Roger Nichols
- Consultor de reedición: Daniel Levitin
- Orquestación: Jimmie Haskell
- Diseño: David Larkham
- Dirección de arte: Ed Caraeff
- Fotografía: Ed Caraeff
- Foto de portada: Raeanne Rubenstein